# Олимпик (национален парк)
Вижте пояснителната страница за други значения на Олимпик.
Националният парк Олимпик (на английски: Olympic National Park) е един от 58-те национални парка в Съединените американски щати, разположен на полуостров Олимпик в щата Вашингтон. Паркът обхваща четири основни зони: брега на Тихия океан, високопланинска област, умерени дъждовни гори на запад и сухи гори на изток.
През 1909 година районът е обявен за национален паметник, а през 1938 година е преобразуван в национален парк. През 1976 година паркът е обявен за биосферен резерват, а през 1981 година – за обект на световното наследство на ЮНЕСКО.